# بيتار ستويانوفيتش
بيتار ستويانوفيتش (بالسلوفينية: Petar Stojanović)‏ (7 أكتوبر 1995 بليوبليانا في سلوفينيا - ) هو لاعب كرة قدم سلوفيني في مركزي الدفاع والظهير. شارك مع منتخب سلوفينيا تحت 17 سنة لكرة القدم ومنتخب سلوفينيا تحت 19 سنة لكرة القدم ومنتخب سلوفينيا تحت 21 سنة لكرة القدم ومنتخب سلوفينيا لكرة القدم. أما مع النوادي، فقد لعب مع نادي دينامو زغرب ونادي ماريبور وNK Veržej ‏.

## وصلات خارجية
- بيتار ستويانوفيتش على موقع الاتحاد الدولي (مؤرشف)  (الإنجليزية)
- بيتار ستويانوفيتش على موقع الاتحاد الأوربي (الإنجليزية)
- بيتار ستويانوفيتش على موقع قاعدة بيانات كرة القدم.إي يو (الإنجليزية)
- بيتار ستويانوفيتش على موقع ناشيونال فوتبول تيمز (الإنجليزية)
- بيتار ستويانوفيتش على موقع Soccerbase.com (لاعب) (الإنجليزية)
- بيتار ستويانوفيتش على موقع Soccerway.com (الإنجليزية)
- بيتار ستويانوفيتش على موقع عالم كرة القدم.نت (الإنجليزية)
- بيتار ستويانوفيتش على موقع AS.com (الإسبانية)